# Time Horn: Il corno del tempo
Time Horn: Il corno del tempo è un videogioco di ruolo fantasy pubblicato nel 1991 per Amiga dalla Lindasoft. È il primo vero e proprio videogioco di ruolo realizzato interamente in Italia e risulta pubblicato solo in italiano. Venne programmato in linguaggio AMOS BASIC.

## Trama
Il gioco si svolge nel mondo fantastico di Soldoro, dove la lotta tra bene e male è rappresentata dal conflitto tra le forze del giusto regnante di Incanto e quelle dell'Occulto Maestro. Quest'ultimo ha il vantaggio di essersi impadronito del "Corno del Tempo" dotato di vasti poteri magici.
Il giocatore impersona il cavaliere Mordred, inviato dallo stregone Falibar in missione per recuperare il corno e salvare la propria terra natale. Per farlo dovrà prima recuperare cinque chiavi, custodite in cinque fortezze nemiche, infine potrà dirigersi al tempio di Soldoro per tentare di recuperare il sacro corno. Dovrà anche incrementare la propria forza ed esperienza, e soprattutto assoldare dei compagni combattenti.

## Modalità di gioco
Si inizia controllando il solo personaggio di Mordred, con caratteristiche predeterminate e una dotazione di denaro che permetterà al giocatore di comprare equipaggiamento e reclutare nuovi avventurieri. La gestione è tramite puntatore, icone, finestre e vari menù di testo.
La mappa principale del regno mostra cinque città e pochi altri luoghi tra i quali ci si può spostare a comando. Ognuna delle cinque città offre tre missioni, di cui due sono preparatorie e solo l'ultima è fondamentale per completare il gioco in quanto serve a recuperare una delle chiavi. In ogni città inoltre si possono selezionare vari luoghi pubblici per accedere a determinate funzioni, tra cui armeria ed emporio per acquistare l'equipaggiamento e locanda per reclutare mercenari.
I personaggi alleati reclutabili sono di cinque tipi: mago, amazzone, paladino, barbaro e nano, ciascuno con un proprio prezzo in denaro. Si possono acquistare anche più personaggi dello stesso tipo. Sia Mordred sia i compagni si gestiscono allo stesso modo e hanno ciascuno proprie statistiche, punti esperienza, punti ferita e un proprio inventario di oggetti.
Quando si dà inizio a una missione, la finestra principale mostra una visuale dall'alto angolata dei dintorni dei personaggi, mentre sulla destra rimane una finestra fissa di interfaccia. Gli scenari scorrono in tutte le direzioni e a volte si estendono anche su più livelli. Si devono combattere mostri di vari tipi per recuperare oggetti, denaro e punti da amministrare per potenziare le caratteristiche di ciascun personaggio.
L'azione è a turni e al proprio turno si possono muovere tutti i personaggi, passando a volontà dall'uno all'altro anche se non hanno ancora terminato le rispettive azioni. Ogni personaggio può muoversi e rivolgersi nelle quattro direzioni cardinali, fino all'esaurimento dei propri punti movimento per turno, e può sferrare un attacco per turno, sia esso con arma da mischia, con arma da lancio o incantesimo. Per la salute del personaggio è importante equipaggiarlo anche con cibo e bevande che vengono consumati durante la missione.
Tutti i testi a schermo e sul manuale cartaceo sono esclusivamente in italiano.

## Accoglienza
La stampa italiana di settore dei suoi tempi accolse Time Horn positivamente. La rivista K lo trovò ben pensato e ben realizzato (voto 835/1000). Secondo The Games Machine tecnicamente non era niente di notevole, ma era un programma snello e veloce dotato di buona giocabilità (voto 73%). Secondo Videogame & Computer World mancava di particolare originalità, essendo ispirato a giochi del suo genere come Pool of Radiance o Shadow Sorcerer, ma si distingueva per la qualità e il basso costo ed era un titolo da non perdere per gli appassionati del genere su Amiga (voto diviso in varie voci tra 8 e 8,5/10).